# (16750) Marisandoz
(16750) Marisandoz ist ein Asteroid des Hauptgürtels, der am 18. August 1996 vom US-amerikanischen Astronomen Robert Linderholm am Lime-Creek-Observatorium (IAU-Code 721) in Cambridge, Nebraska entdeckt wurde.
Der Himmelskörper wurde am 27. April 2002 nach dem US-amerikanischen Schriftstellerin Mari Sandoz (1896–1966) benannt, die 21 Bücher und Geschichten über das Leben auf den Great Plains verfasste, darunter eine Biographie vom Anführer der Oglala-Indianer Crazy Horse.